# Incantations
Incantations je čtvrté studiové album britského multiinstrumentalisty Mika Oldfielda, vyšlo koncem roku 1978 (viz 1978 v hudbě). Zároveň se jedná o první Oldfieldovo dvojalbum (CD verze se ale oproti původní LP verzi vešla na jeden kompaktní disk).
Incantations tvoří čtyři rozsáhlé, převážně instrumentální kompozice, které se spíš než k rocku blíží ke klasické hudbě. Každá ze čtyř částí alba původně zabírala celou jednu stranu LP desky.
Ve druhé části Incantations je použita mírně upravená báseň Píseň o Hiawathovi od anglického básníka Henryho Longfellowa žijícího v 19. století. Slova čtvrté části Incantations pocházejí z Ódy na Cynthii ze hry Cynthia's Revels od renesančního dramatika a básníka Bena Jonsona.
Dvojalbum Incantations se v prosinci 1978 v Británii dostalo na 14. příčku v prodejnosti hudebních alb.

## Skladby

### Disk 1
1. „Incantations Part One“ (Oldfield) – 19:08
2. „Incantations Part Two“ (Oldfield/Longfellow) – 19:36

### Disk 2
1. „Incantations Part Three“ (Oldfield) – 16:59
2. „Incantations Part Four“ (Oldfield/Jonson) – 17:01

Zajímavostí je, že první CD edice Incantations z roku 1985 musela být, vzhledem k technickým omezením prvních kompaktních disků, zkrácena. To postihlo třetí část alba, která na tomto vydání měla délku 13:49.
Všechny CD verze byly vydány vždy na jednom kompaktním disku.

## Obsazení
- Mike Oldfield – akustická baskytara, elektrická baskytara, elektrická kytara, piano, syntezátory, perkuse, elektronicky upravené vokály
- David Bedford – dirigent smyčců a sboru
- Sebastian Bell, Terry Oldfield – flétny
- Jabula – africké bubny
- Mike Laird – trubka
- Pierre Moerlen – bicí, vibrafon
- Sally Oldfield, Maddy Prior – zpěv, vokály
- Queen's College Girls Choir – sbor